# Ferdo Fabing
Ferdo Fabing (Osijek, 1860. – Osijek, 16. ožujka 1920.), hrvatski graditelj orgulja iz poznate obitelji Fabing i pijanist. Ferdo je imao brata Mirka koji se također bavio gradnjom orgulja.
Iz obitelji njemačkih doseljenika, po predaji od švedskih doseljenika, koja od polovice 18. stoljeća živi u Apatinu. Orguljarstvo je izučio kod oca u Beču.
Godine 1897. otac Lorenz predao mu je radionicu na upravljanje. Izgradio mnoge orgulje u Hrvatskoj. Njegov opus je veći od broja orgulja koje su potpisane njegovim imenom. To je zato što je samostalno radio u očevoj radionici, a instrumenti su signirani očevim imenom. Ferdo Fabin je među prvima je u Hrvatskoj gradio orgulje po pneumatskom sustavu, koji je tad bio novina. Poznate njegove orgulje su u crkvama u Šljivoševcima, Drenovcima, Retkovcima, Kutjevu, Pleternici, Veliškovcima, Rokovcu i Jovanovcu.
Od 1910. ne bavi se više orguljarstvom, nego prodajom glasovira i harmonija.
Školovao se za pijanista. Na koncertima nastupao prateći druge izvođače na klaviru.